# Bergtjärnen (Piteå socken, Norrbotten, 726076-172057)
Bergtjärnen är en sjö i Piteå kommun i Norrbotten och ingår i Åbyälvens huvudavrinningsområde. Bergtjärnen ligger i Lillflötuberget Natura 2000-område.